# Athermantus
Athermantus (лат.) — род небольших перепончатокрылых насекомых из семейства аргиды. Известно 3 вида.

## Описание
Тело длиной от 13,0 до 16,0 мм (крупнейшие представители всего семейства аргиды. Тело чёрное с сильным металлическим пурпурным оттенком. Голова сильно расширена за глазами в дорсальном виде. Лицо округло и сильно приподнято, без срединного гребня. Передние крылья с 4 ячейками Rs; ячейка R закрыта; жилка Sc присутствует; жилка 2r-m присутствует; жилка B переднего крыла соединяется с жилкой R задолго до (длиннее, чем жилка Sc) места соединения с жилкой M. Все голени без преапикальных шпор. Задние голени и апикальные шпоры уплощены.

## Систематика
В мировой фауне насчитывается 3 вида.
- Athermantus imperialis F. Smith, 1860[4]
  - =Hylotoma imperialis
- Athermantus leucopilosus Wen & Wei, 2002[5]
- Athermantus melanoptera Wei, 2019[3]

## Распространение
Встречаются в Палеарктической и Ориентальной биогеографических областях. Китай, Индонезия, Индия, включая Гималаи и Тайвань.